# Borolia bipunctata
Borolia bipunctata är en fjärilsart som beskrevs av Embrik Strand 1917. Borolia bipunctata ingår i släktet Borolia och familjen nattflyn. Inga underarter finns listade i Catalogue of Life.